# Magomed Murtazaliyev
Magomed Abdulayevich Murtazaliyev (en ruso: Магомед Абдулаевич Муртазалиев) es un deportista ruso que compite en lucha grecorromana. Ganó una medalla de plata en el Campeonato Europeo de Lucha de 2024, en la categoría de 97 kg.

## Palmarés internacional
| Campeonato Europeo | Campeonato Europeo | Campeonato Europeo | Campeonato Europeo |
| Año                | Lugar              | Medalla            | Categoría          |
| ------------------ | ------------------ | ------------------ | ------------------ |
| 2024               | Bucarest (Rumania) | Medalla de plata   | 97 kg              |